# Hans Heuser (Zahnmediziner)
Hans Heuser (* 3. März 1907 in Cölbe bei Marburg; † 6. Januar 1973 in Marburg) war ein deutscher Zahnarzt und Hochschullehrer.

## Leben und Wirken
Hans Heuser wurde am 3. März 1907 als Sohn des Oberrangiermeisters Heinrich Heuser (1877–1954) und dessen Ehefrau Elisabeth, geborene Wolf (1882–1962), in Cölbe, Kreis Marburg, geboren. Nach Besuch der Oberrealschule in Marburg ließ sich 1928 sein Wunsch, Marineoffizier zu werden, nicht verwirklichen. Auf Wunsch der Eltern studierte er zunächst einige Semester Theologie, wandte sich dann der eigenen Neigung folgend der Zahnmedizin zu. Das Studium der Zahnmedizin schloss er 1933 mit dem Staatsexamen ab und promovierte ein Jahr später zum Dr. med. dent. mit dem Thema „Zahnlückenbuchten der Oberkieferhöhle“. Nach vier Jahren Assistentenzeit unter Hans H. Seidel (1886–1933) und Hans Fliege habilitierte er sich 1938 bei dem Otologen Walther Uffenorde mit einer Arbeit über die Kieferhöhle. Seit 1934 am Zahnärztlichen Institut der Universität Marburg tätig, wurde er 1938 Dozent und 1939 zum Oberarzt ernannt. Im Jahr 1942 erwarb er die ärztliche Approbation, promovierte ein Jahr später zum Dr. med. und wurde 1944 zum apl. Professor ernannt.
Heuser beantragte am 12. Juni 1937 die Aufnahme in die NSDAP und wurde rückwirkend zum 1. Mai desselben Jahres aufgenommen (Mitgliedsnummer 4.627.865). Er trat auch der SA, dem NSDDB, NSLB und der NSV bei. Andererseits zeigte er sich politisch „subversiv“, indem er „eine politisch Verfolgte und ihre halbjüdische Tochter“  schützte und den Aufenthalt der Tochter auch bei einem Verhör durch den Kreisleiter im Januar 1945 nicht preisgab. Wohl vor diesem Hintergrund wurde seine von den alliierten Behörden im Jahre 1945 veranlasste Entlassung in Marburg wieder zurückgenommen. Im Rahmen des Entnazifizierungsverfahrens wurde Heuser im August 1947 zunächst in Kategorie IV (Mitläufer) eingeordnet und ihm die kommissarische Leitung der Klinik und des Instituts übertragen. Im Revisionsverfahren im August 1949 wurde er in Kategorie V (entlastet) eingestuft.
1951 wurde er auf den Lehrstuhl für Zahnheilkunde der Universität Marburg berufen und gleichzeitig zum Direktor des Instituts ernannt. Sofort setzte sich Heuser für den Neubau einer Klinik für Zahn-, Mund- und Kieferheilkunde ein, die nach fünfjähriger Planung und ca. vierjähriger Bauzeit 1963 bezogen werden konnte. Die Medizinische Fakultät wählte ihn für das Amtsjahr 1966/67 zu ihrem Dekan.
Seit 1952 gehörte Heuser dem Landesgesundheitsrat in Hessen an, leitete die Fortbildung der Zahnärztekammer Hessen, Bezirksstelle Kassel, und war seit 1954 Schriftleiter der Zeitschrift Stoma. In seiner wissenschaftlichen Laufbahn verfasste er über 100 wissenschaftliche Artikel und war Autor einiger zahnmedizinischer Bücher. Seine bevorzugten wissenschaftlichen Interessen waren die Kariesprophylaxe mit Schwerpunkt Fluoridierung, zahnärztliche Röntgenologie und Histologie. Als nach Ende des Zweiten Weltkriegs und der kriegsbedingten Zensur wissenschaftlicher Arbeiten die amerikanischen Fluoridforschungen in Deutschland bekannt wurden, war es Heuser, der die ersten positiven Gutachten der Nachkriegszeit zur Fluorid-Anwendung in der Kariesprophylaxe erstellte. So befürwortete er 1947 in zwei Gutachten für Hertha Hesse und die Cariosan K. G. eine Produktionserlaubnis für eine fluoridhaltige Zahncreme, ein fluoridhaltiges Knochenmehl-Präparat und 0,1-prozentige Natriumfluorid-Lösung. Für die hessische Landesregierung erstellte er im Februar 1950 ein Gutachten über die von der in Wiesbaden ansässigen Gesellschaft für angewandte Chemie (Gefach) patentierten Fluorid-Dragees („Prodentin“), die dann in einem Großversuch an Schulkinder abgegeben wurden. In diesem Gutachten, das die Hessische Landesregierung wegen des geplanten Fluoridierungsversuchs in Kassel an Heinrich Hornung weiterleitete, erklärte Heuser in einem letzten Satz, „daß in einer generellen Fluorisierung des Trinkwassers in den hessischen Gemeinden die ideale Lösung für die Zahnschutzhärtung zu sehen ist. Sie muss bei all unseren Bestrebungen das Endziel sein.“ Mit Unterstützung der Firma Blendax führten Heuser und sein Assistent Wilhelm Kessler zwischen Mai 1950 und Mai 1951 Versuche zur „Zahnschutzhärtung“ (nach einem Aufruf von Walter Drum) an Marburger Kindern durch. Die von Hertha Hesse dazu hergestellte zweiprozentige NaF-Lösung wurde bei einem Teil der Kinder mit Ammonium-haltiger Blendax-Zahnpasta kombiniert und führte so zu einer stärkeren Kariesverminderung als die alleinige Fluorid-Pinselung. 1953 gehörte er zu den Gründungsmitgliedern der Europäischen Arbeitsgemeinschaft für Fluorforschung und Kariesprophylaxe (ORCA). Als Vizepräsident der ORCA organisierte er 1956 deren Jahreskongress, der in Marburg und Kassel (mit Besuch der dortigen Fluoridierungsanlage) stattfand.
Im Januar 1973 erlag Hans Heuser bei einer Treibjagd einem plötzlichen Herztod. Die akademische Trauerfeier fand am 24. Januar 1973 statt.

## Forschungsschwerpunkte
- Zahnärztliche Radiologie
- Zahnentfernung
- Histologie der Epithelien, Oberflächenhistologie
- Kiefergelenk; Nasennebenhöhlen
- Kariesprophylaxe und Fluoridierung
- dentogene Herderkrankung
- chirurgische Prothetik mit Schwerpunkt Gerüstimplantologie

## Publikationen (Auswahl)
- 1934 Über Zahnlückenbuchten der Oberkieferhöhle (Diss.)
- 1938 Die normale und kranke Alveolarbucht im Röntgenbild (Habilitationsschrift)
- 1940 Untersuchungen über prophylaktische Maßnahmen bei der Exartikulation der Zähne, Dtsch. Zahnärztl. Wschr. 49, S. 793
- 1950 (mit M. Herrmann) Aseptische Wurzelbehandlung (Methodik), DZZ 5, 478-487
- 1951 Zur Frage der Frischzubereitung der Lösung für die zahnärztliche Lokalanästhesie, DZZ 6, S. 903–905
- 1952 Zur Frage der Frischzubereitung der Injektionslösung in der zahnärztlichen Praxis, in: Der Schmerz und seine Bekämpfung in der Zahn-, Mund- und Kieferheilkunde, S. 172–175
- 1952 Das Initialstadium der Karies, vom oberflächenhistologischen Standpunkt aus gesehen, DZZ 7, S. 1187–1197
- 1952 Zahnärztliche Röntgendiagnostik
- 1954 Die Beziehungen zwischen Ohr und Zahnsystem, DZK, 52 (P)-69
- 1968 (mit S. Lehnert) Zur sogenannten topographischen Bakteriologie der Mundhöhle in Abhängigkeit vom Altersablauf, DZZ 23, S. 267–274
- 1968 Zahnkariesprophylaxe durch Tiefenimprägnierung des Zahnschmelzes mit Fluor-Lack, Stoma 21, S. 91–110
- 1971 Klinik der Zahn-, Mund- und Kieferkrankheiten; ein Grundriss mit Berücksichtigung der Grenzgebiete
- 1974 Röntgendiagnostik in der zahnärztlichen Praxis

## Auszeichnungen
- 1955 Mitglied des International College of Dentists
- 1957 Ehrenpräsident der XII. Tagung der Fédération Dentaire Internationale in Rom
- 1959 Ehrenmitglied der Italienischen Stomatologischen Gesellschaft
- 1960 Goldmedaille der Italienischen Gesellschaft für Zahnheilkunde und Gesichts- und Kieferchirurgie
- 1961 Ehrenmitglied des Österreichischen Zahnärztevereins
- 1963 Otto-Loos-Medaille des Zahnärztevereins zu Frankfurt a. M. von 1863 e.V.
- korrespondierendes Mitglied bzw. Ehrenmitglied von zehn wissenschaftlichen Gesellschaften im In- und Ausland

## Einzelbelege
1. 1 2  Ingeborg Michel: Die Geschichte des zahnärztlichen Instituts der Philipps-Universität Marburg a. d. Lahn. Inaug.-Dissertation. Marburg 1959.
2. ↑  Thomas Wilhelm Heim: Hans Heuser (1907–1973). Leben und Werk. Inaugural-Diss., Marburg, 1988
3. ↑  BArch R 9361-IX/15471268
4. ↑  Gerhard Aumüller, Kornelia Grundmann et al. Die Marburger Medizinische Fakultät im „Dritten Reich“, De Gruyter, 2001, ISBN 978-3-598-24570-1, S. 721
5. ↑  Dominik Groß: Personenlexikon der Zahnärzte im „Dritten Reich“ und im Nachkriegsdeutschland. Täter, Mitläufer, Entlastete, Oppositionelle, Verfolgte. Band 1, Stuttgart, 2020
6. ↑  Hochschulnachrichten. Marburg. DZZ 2 (1947) 468
7. ↑  Marburg/Lahn. ZWR 58 (1957) 143
8. ↑  Nachrichten und Berichte. ZWR 68 (1967) 145
9. ↑  Prof. Dr. Dr. H. Heuser 65 Jahre. ZM 62:6 (1972) 310
10. ↑  H. Heuser: Gutachtliche Äußerung vom 28. April 1947 und Gutachten vom 16. Oktober 1947. In: Produktionsgenehmigungen des Landeswirtschaftsamts (Buchstabe C), Hessisches Hauptstaatsarchiv Wiesbaden, Signatur HHStAW 507 Nr. 254.
11. ↑  H. Heuser: Schreiben an das Hessische Staatsministerium, 27. Februar 1950. Stadtarchiv Kassel, Signatur StAKS A5.53 13611
12. ↑  H. Hornung, Schreiben an den Magistrat der Stadt Kassel vom 29. Dezember 1950. Stadtarchiv Kassel StAKS A5.53 13609
13. ↑  s. a. Hans Heuser, Gutachten zitiert in H. Hornung: Sollen wir Fluor in unser Trinkwasser tun? Hessische Nachrichten (Kasseler Lokalausgabe) vom 16. Dezember 1950
14. ↑  H. Heuser, W. Kessler: Verminderung der Zahl von Neuerkrankungen an Zahnkaries durch Fluor-Pinselungen und Ammonium-Ionhaltige Zahnpflegemittel. Zahnärztl. Rundschau 61: Nr. 20 (1952) 603
15. ↑  H. Heuser: Zur Frage der Kariesprophylaxe durch Fluor. Das Deutsche Zahnärzteblatt 16: Nr. 14 (1962) 419
16. ↑  Tagungsberichte und Fortbildung. ZM 44 (1956) 631
17. ↑  Else Mann: Bericht über die 3. Tagung der Europäischen Arbeitsgemeinschaft für Fluorforschung und Kariesprophylaxe in Marburg und Kassel vom 8. bis 11. Juni 1956. ZWR 57 (1956) 459 u. 485
18. ↑  Prof. Dr. Dr. Hans Heuser †. ZM 63:3 (1973) 134
19. ↑  Akademische Trauerfeier für Prof. Dr. Dr. Heuser. ZM 63:4 (1973) 172

| Personendaten    | Personendaten                          |
| ---------------- | -------------------------------------- |
| NAME             | Heuser, Hans                           |
| KURZBESCHREIBUNG | deutscher Zahnarzt und Hochschullehrer |
| GEBURTSDATUM     | 3. März 1907                           |
| GEBURTSORT       | Cölbe bei Marburg                      |
| STERBEDATUM      | 6. Januar 1973                         |
| STERBEORT        | Marburg                                |